# Tavernes de la Valldigna
Tavernes de la Valldigna község Spanyolországban, Valencia tartományban. Tavernes de la Valldigna Cullera, Favara, Valencia, Xeraco, Benifairó de la Valldigna és Alzira községekkel határos. Lakosainak száma 17 631 fő (2024).

## Népesség
A település népessége az utóbbi években az alábbiak szerint változott:
| Lakosok száma | 16 510 | 17 311 | 18 004 | 18 195 | 18 138 | 17 822 | 17 336 | 17 201 | 17 222 | 17 631 |
|               | 2001   | 2004   | 2007   | 2009   | 2012   | 2014   | 2017   | 2019   | 2022   | 2024   |